# 刽子手

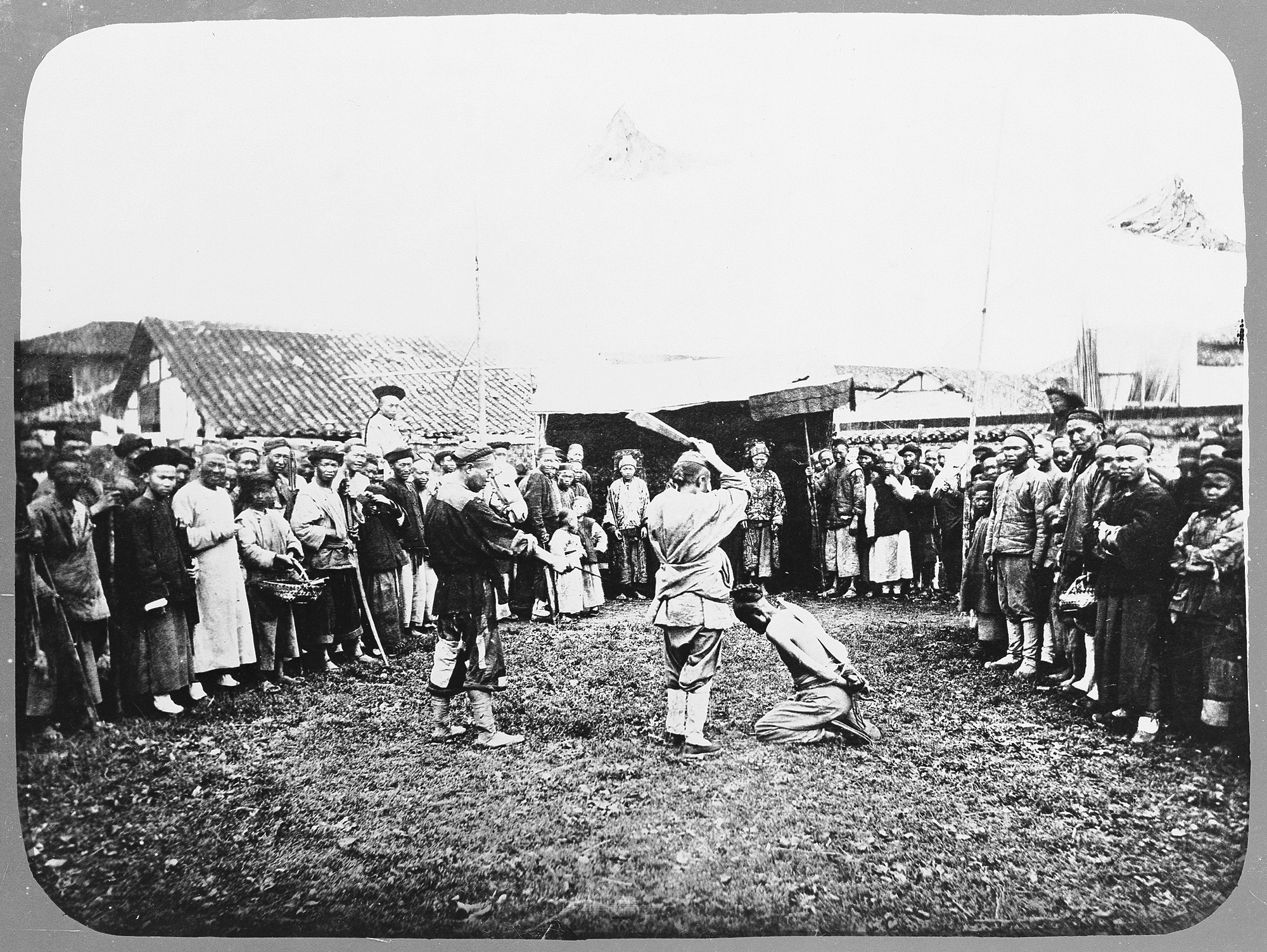
一名刽子手正在用斩首的方式处决犯人。照片攝於晚清時期的中國。

刽子手、處刑人或行刑者是古代对于从事直接处决犯人为职业的人的一种称呼。現在世界各國大多以法警、警員或是憲兵作為处决犯人者。
漢語中的「劊子手」一詞，也可以用來罵人，當作「殘忍」、「作惡多端」、「殺人如麻」的意思。（參見殺手）

## 世界各國的劊子手

### 法國

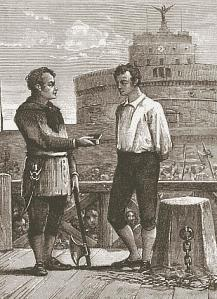
19世纪教宗国著名刽子手乔瓦尼·巴蒂斯塔·布加迪为临刑的男犯人递鼻烟

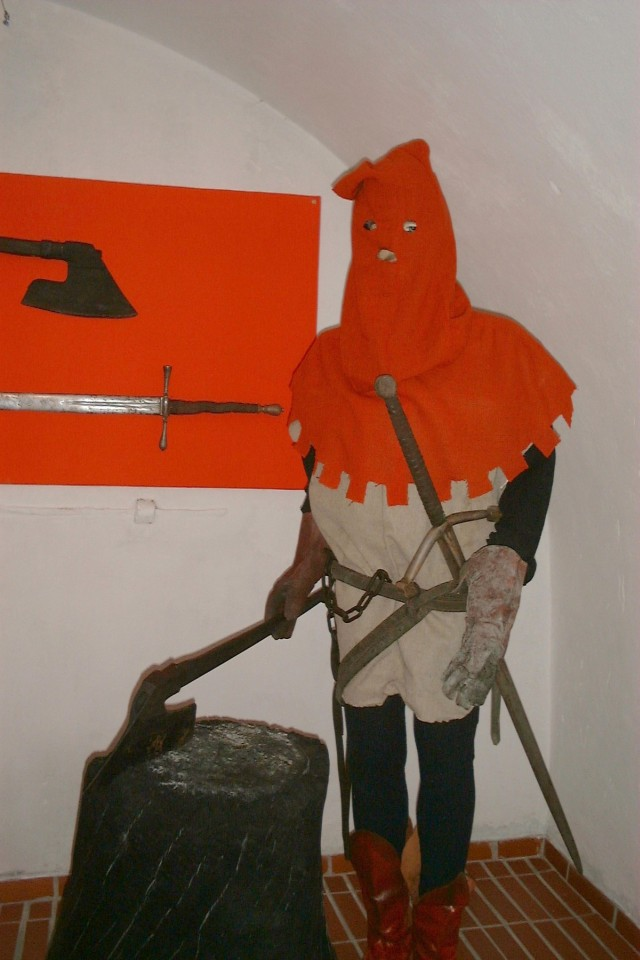
欧洲的刽子手经常戴头套

法語中的死刑執行人名叫「Bourreau」。1787年1月12日，在當時就職的處刑人夏爾·亨利·桑松的請願下，死刑執行人的正式名稱被修改為「Exécuteur de Jugements Criminels」，意思是「有罪判決的執行者」，並禁止使用Bourreau的用法。不過在現今的法國，依然會使用Bourreau來代稱死刑執行人。
在首都巴黎就職的處刑人被叫做巴黎先生（Monsieur de Paris）。法國歷史上最為著名的處刑人世家是桑松家族，該世家連續取得了六代「巴黎先生」的職位，其中第四代的夏爾·亨利·桑松由於在法國大革命時期就職而知名。
在斷頭臺這個處刑工具藉夏爾·亨利·桑松之手開始被運用之前，法國使用絞刑、斬首、火刑、車裂、死亡輪等處刑方式，另外死刑執行人也會使用鞭刑這類不會剝奪生命的刑罰。
在法國死刑制度中，會將「哪個人在什麼時間在哪裡被誰處刑」等死刑執行紀錄全面對外公開，連帶的死刑執行人的姓名也會被一併公開。在當時那個隱私權觀念還沒發展起來的年代，有時候連處刑人的家系圖和履歷書都會落到大眾媒體手中被大肆公開，在死刑執行人的家族與親族中也常出現自殺的案例。
1981年，隨著法國死刑制度的廢止，死刑執行人這個職業也成為歷史。